# Curtea de Apel Bacău
Curtea de Apel Bacău este una din cele 16 curți de apel din România. 
Curtea de Apel Bacău s-a constituit în luna iulie 1993 și cuprinde ca arie de competență județele Bacău și Neamț.
Curtea de Apel Bacău are în circumscripția sa Tribunalele Bacău și Neamț. Judecătoriile arondate acestora sunt Bacău, Onești, Moinești, Buhuși, Podu Turcului, Piatra Neamț, Roman, Târgu Neamț și Bicaz.

## Competența teritorială
- județul Bacău
- județul Neamț

## Secții
- Secția I civilă
- Secția II civilă
- Secția penală și pentru cauze cu minori și de familie[1]

## Istoric
Curtea de Apel Bacău este organizată potrivit următoarelor acte normative care reglementează organizarea și funcționarea autorității sau instituției publice din Constituția României.  
Legea nr. 304/2004 pentru organizarea judiciară  republicată în Monitorul Oficial  nr. 827 din 13 septembrie 2005;
Hotărârea Consiliului Superior al Magistraturii nr. 387/2005 prin care se aprobă Regulamentul de ordine interioară a instanțelor judecătorești emis de Consiliul Superior al Magistraturii, publicată în Monitorul Oficial nr. 958 din 28 octombrie 2005;
Curtea de Apel are în compunere 3 secții: Secția I civilă, Secția a II-a civilă, de contencios administrativ și fiscal și Secția penală, cauze minori si familie. Instanțele judecătorești cuprind personal de conducere, judecători, personal auxiliar de specialitate, administrativ și de serviciu.